# Кручполье
Кручполье (бел. Кручполле) — посёлок в Дворецком сельсовете Рогачёвского района Гомельской области Беларуси.

## География

### Расположение
В 16 км на запад от районного центра и железнодорожной станции Рогачёв (на линии Могилёв — Жлобин), 137 км от Гомеля.

## Транспортная сеть
Транспортные связи по просёлочной, затем автомобильной дороге Бобруйск — Гомель.

## История
Основан в начале 1920-х годов переселенцами из соседних деревень на бывших помещичьих землях. В 1931 году жители вступили в колхоз. Согласно переписи 1959 года в составе колхоза «Ленинская жизнь» (центр — деревня Кошара). Деревянные крестьянские усадьбы стоящие у просёлочной дороги.

## Население

### Численность
- 2004 год — 2 хозяйства, 2 жителя.

### Динамика
- 1959 год — 56 жителей (согласно переписи).
- 2004 год — 2 хозяйства, 2 жителя.

## Известные уроженцы
- М. М. Росолов — заместитель Председателя Государственного Высшего аттестационного комитета Российской Федерации, член Союза писателей России, доктор юридических наук, профессор, писатель[1].